# 2011 en chimie
Cet article présente les faits marquants de l'année 2011 en chimie.

## Évènements
- 2011 est déclarée Année internationale de la chimie (AIC) par l’Assemblée générale des Nations unies[1].
- 43ème Olympiades Internationales de Chimie, organisées à Ankara en Turquie du 9 juillet au 18 juillet[2].

## Prix
- Prix Nobel de chimie : Dan Shechtman pour sa découverte des quasi-cristaux[3],[4].
- Prix Wolf de chimie : Stuart Rice, Ching W. Tang et Krzysztof Matyjaszewski « pour leurs contributions hautement créatives à la chimie, dans les champs de la synthèse, des propriétés et de la compréhension des matériaux organiques »[5].
- Prix Procter & Gamble : Dennis C. Prieve [6]
- Prix Anselme-Payen : Lina Zhang[7]
- Médaille Garvan-Olin : Sherry Yennello[8]
- Prix Ernest-Guenther : Robert M. Williams[9]
- ACS Award in Pure Chemistry : Melanie Sanford[10]
- Arthur C. Cope Award : Nicholas Turro[11]
- Prix Irving-Langmuir : Stephen Leone[12]
- Médaille Priestley : Ahmed H. Zewail[13],[14],[15]
- Médaille Davy : Ahmed Zewail pour ses contributions fondamentales à l'étude des réactions ultrarapides et à la compréhension des états de transition en chimie, ainsi qu'à la microscopie électronique dynamique[16],[17].
- Grand prix Émile-Jungfleisch: Marat Yusupov[18],[19]
- Prix Alfred-Bader : Frederik G. West[20]
- Médaille Kołos : Yuan-Tseh Lee[21]

- Grand prix Pierre-Süe : Jean-Marie Tarascon[22]
- Grand prix Achille-Le-Bel : Marc Fontecave[23]
- Claude S. Hudson Award in Carbohydrate Chemistry : Richard R. Schmidt[24]
- Médaille William-H.-Nichols : Julius Rebek, Jr. (en)[25]

## Décès
- 1er janvier : Bernard Cloutier (né en 1933), ingénieur, chimiste et administrateur québécois.
- 17 février : Mildred Rebstock (née en 1919), chimiste américaine.

- 23 octobre[26] : Herbert Aaron Hauptman (né en 1917),  mathématicien américain, prix Nobel de chimie en 1985[27],[4].